# سیز-ان
سیز-ان (به فرانسوی: Cize) یک کمون در فرانسه است که در Canton of Ceyzériat واقع شده‌است.

## خصوصیات
سیز-ان ۴٫۵۲ کیلومترمربع مساحت و ۱۵۸ نفر جمعیت دارد و ۴۳۳ متر بالاتر از سطح دریا واقع شده‌است.